# Psi Capricorni
Psi Capricorni (ψ Cap / 16 Capricorni / HD 197692) es una estrella en la constelación de Capricornio de magnitud aparente +4,14. Ocasionalmente recibe el nombre de Pazan o Pazhan, procedente del persa پاژن, cuyo significado es «cabra montesa salvaje».
En China era conocida como Yue, un hacha de guerra.
Situada a 47,8 años luz del sistema solar, Psi Capricorni es una estrella de la secuencia principal de tipo F5V, que como el Sol, obtiene su energía de la fusión nuclear del hidrógeno. Con una temperatura superficial de 6577 K, es unos 800 K más caliente que el Sol. Sus características físicas son muy similares a las de las componentes de Diadem (α Comae Berenices) o a las de θ Sculptoris. Tiene una luminosidad 4 veces mayor que la del Sol, siendo su radio un 50% mayor que el radio solar. Su velocidad de rotación es de al menos 41 km/s, considerablemente mayor que la del Sol, de aproximadamente 2 km/s. Tiene una metalicidad ligeramente inferior a la solar ([Fe/H] = -0,03). Su masa es un 33% mayor que la masa solar, estimándose su edad en unos 1400 millones de años.
Estas características y su relativa proximidad a la Tierra han hecho que Psi Capricorni figure entre los objetivos del Terrestrial Planet Finder (TPF) para la búsqueda de planetas terrestres que puedan albergar vida.